# Socialhögskola
Socialhögskola blev i Sverige 1964 ny beteckning på de dåvarande fyra socialinstituten, vilka var läroanstalter för utbildning av socionomer. Ytterligare två socialhögskolor tillkom innan dessa genom högskolereformen 1977 upphörde som självständiga läroanstalter. Efter att de gamla beteckningarna socialinstitut och socialpolitiskt institut försvunnit levde fortfarande den gamla förkortningen "Sopis" (socialpolitiskt institut) kvar - även sedan socialhögskolorna formellt upphört 1977.

## Historik
Den 1 januari 1921 inrättades i Stockholm föregångaren till socialhögskolan vid Stockholms universitet, institutet för socialpolitisk och kommunal utbildning och forskning, allmänt kallat socialinstitutet, som tillkom på initiativ av Centralförbundet för socialt arbete och med hjälp av donationsmedel. Senare tillkom socialinstitut i Göteborg (1944), Lund (Sydsvenska socialinstitutet, 1947) och Umeå (1962), varefter dessa 1964 omvandlades till socialhögskolor. Samtidigt förlängdes utbildningen till 3½ år. Därefter tillkom även socialhögskolor i Örebro (1967) och Östersund (1971).
Vid socialhögskolorna fanns två utbildningslinjer, social linje och förvaltningslinje. Av utbildningstiden på sju terminer utgjordes två terminer av handledd studiepraktik.
I samband med högskolereformen 1977 upphörde de dåvarande sex socialhögskolorna som självständiga läroanstalter och verksamheterna inordnades som institutioner för socialt arbete i universitetet eller högskolan på respektive ort - dock inte i Örebro som organiserades efter samma ämnesinstitutioner som övrig utbildning. Vid samma tidpunkt togs närmare 25 andra högskolor bort på ett liknande sätt, som en anpassning till omvärlden och internationell standard. I Stockholm och Lund har man dock fortsatt att använda beteckningen "socialhögskolan" trots att dessa före detta högskolor sedan länge ingår i universiteten där.